# Hadrodactylus graminicola
Hadrodactylus graminicola là một loài tò vò trong họ Ichneumonidae.